# هلول (ثلاث باباجانی)
هلول (به کُردی: هه‌لۆل)، روستایی از توابع بخش مرکزی شهرستان ثلاث باباجانی در استان کرمانشاه ایران است. امکانات پایه روستا شامل مدرسه، مسجد و خانه بهداشت است. همچنین مساحت روستا ۶٫۶۵ هکتار است. معیشت اصلی روستائیان کشاورزی (گندم، جو، نخود، شبدر، یونجه و ..) و دامداری است. دام اصلی روستائیان بخاطر وضعیت توپوگرافی روستا دام سبک است. در کنار این دو فعالیت باغداری غیر تجاری نیز وجود دارد. عمده خاک منطقه از نوع لوم است. به صورت کلی کشت غالب منطقه گندم، جو و نخود دیم می‌باشد. این روستا در دامنه جنوبی کوه بندی گز واقع شده و ارتفاع شاخص منطقه ژاله نام دارد. درختان بومی و بکر محدوده روستا که کماکان بدون تغییر نژادی و بهره‌گیری از سم و کود شیمیایی هستند: گردو، سیب، زردآلو است.
قدمت برخی از درختان گردو بیش از ۲۰۰ سال برآورد شده‌است. شاخص سبزینگی (NDVI) منطقه در حدود ۰/۳ و شاخص سطح برگ (Leaf Area Index) نیز در حدود ۱/۵ برآرود شده‌است. نتایج حاصل بررسی ۲۰ ساله ماهواره‌های لندست ۷ و ۸ درکنار سنتینل ۲ و با دقت ۱۰ متر بوده‌است (حمید رحیمی، Sentinel ESA , 1399).
همچنین مساحت کل اراضی و منابع طبیعی پلاک هلول ۲۹۱۸ هکتار است که مشتمل بر مساحت آبادی، زمینهای زراعی، مستحدثات و اراضی ملی است (حمید رحیمی، ۱۴۰۱، نقشه حدودات روستای هلول).

## جغرافیایی تاریخی هلول
با توجه تصویر ماهواره ای فتوگرامتری روستای هلول در سال ۱۳۵۰ مساحت محدوده سکونتگاهی روستا در آن زمان ۴٫۰۳ هکتار بوده‌است. تغییرات عمده شمایل روستا در چند بخش قابل توجه است:
1. در شرایط حاضر مساحت باغات افزایش یافته‌است.
2. درختان و درختچه‌های متراکم مزارستان خاتون آمان کاهش چشمگیری دارد.
3. محدوده منابع طبیعی اطراف سراب هلول بشدت از بین رفته‌است.
4. یک قطعه باغ کم‌تراکم در دامنه جنوب غربی اطراف چشمه هلول کاملاً از بین رفته‌است.

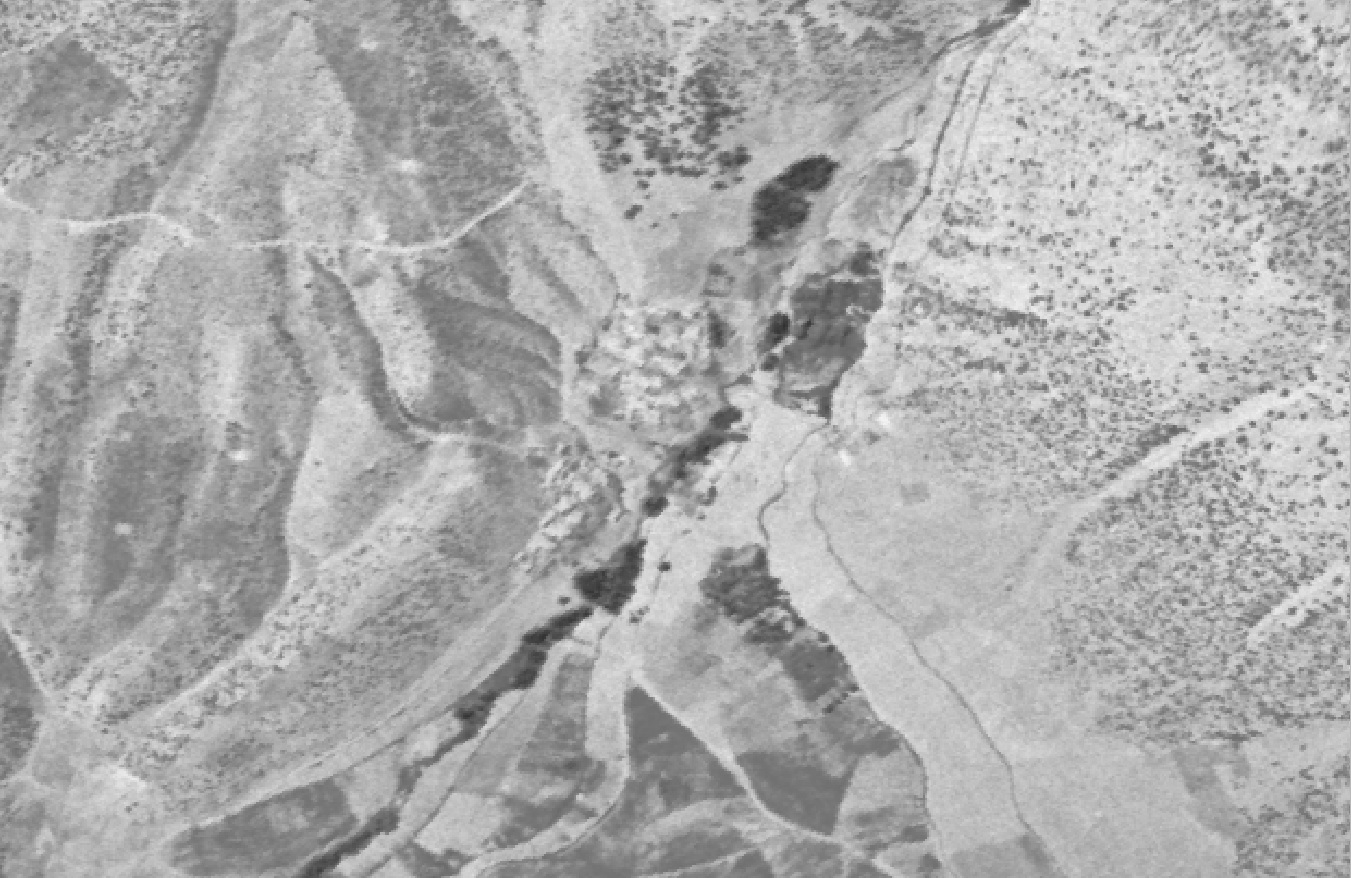
تصویر روستای هلول ۱۳۵۰

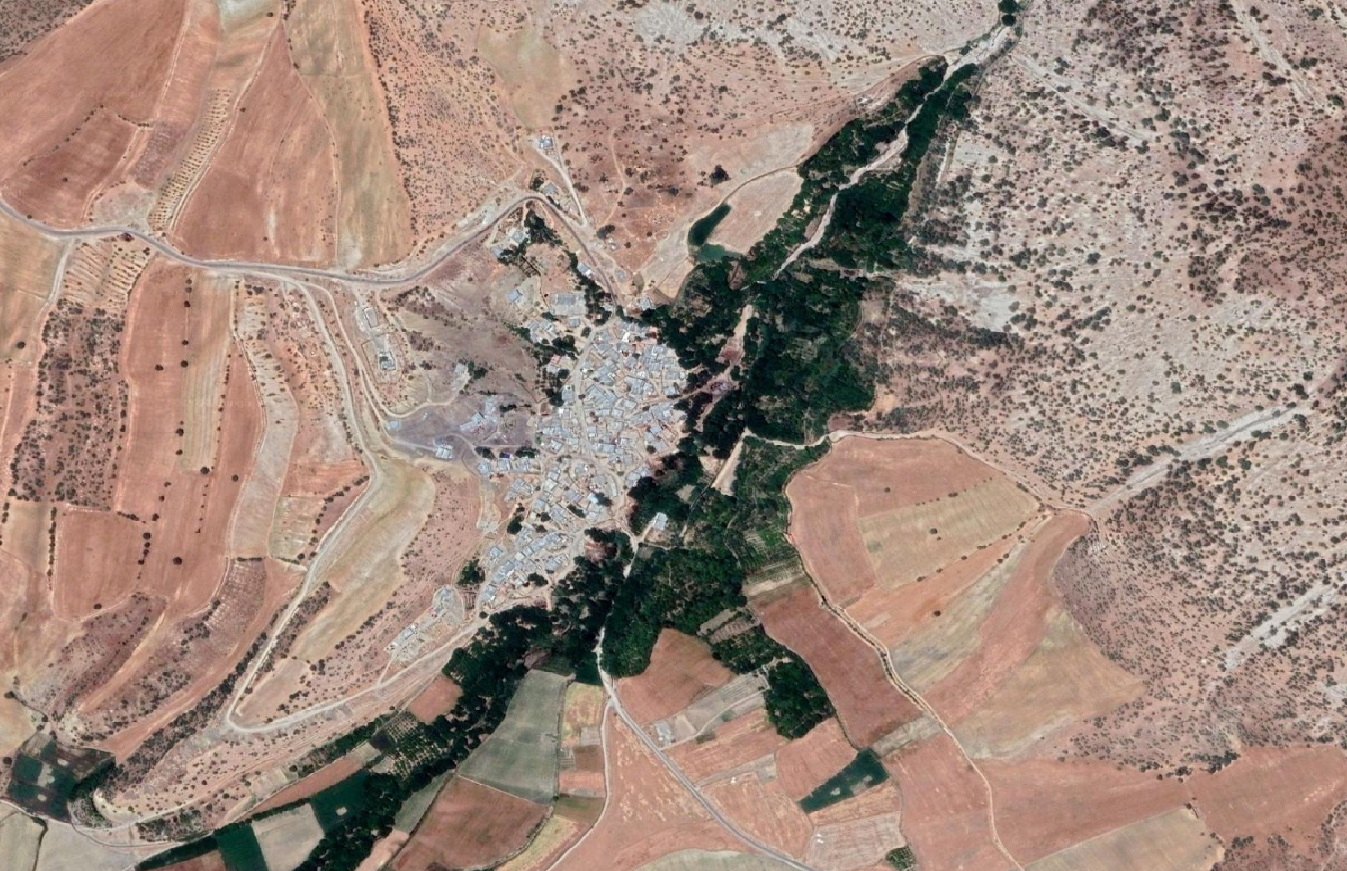
روستای هلول ۱۴۰۱

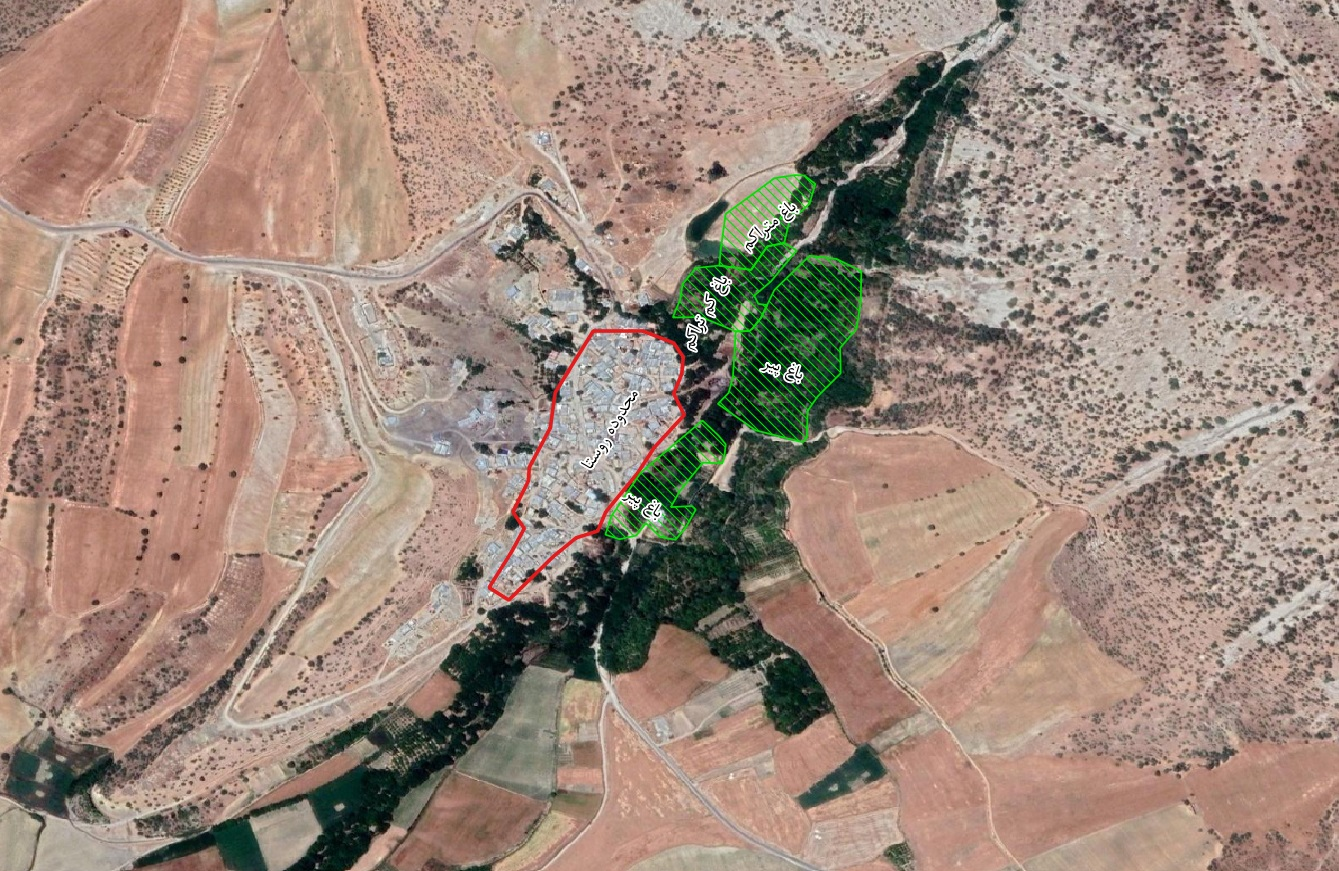
جا نمایی عوارض روستای سال ۱۳۵۰ در سال ۱۴۰۱

 (مطالعات فتوگرامتری روستای هلول، حمید رحیمی، ۲۰۲۲).

## جمعیت
این روستا در دهستان زمکان قرار دارد و براساس سرشماری مرکز آمار ایران در سال ۱۳۸۵، جمعیت آن ۴۹۸ نفر (۱۰۵خانوار) بوده‌است.

## مطالعات هیدرولوژی حوضه هلول
- موقعیت جغرافیایی حوضه: از عرض ۳۴٫۵۹۲۹۶۹ تا ۳۴٫۶۴۵۶۰۱ درجه شمالی و از طول ۴۶٫۳۲۰۷۲۲ تا ۴۶٫۴۱۸۶۶۴۱۹ درجه شرقی گسترده شده‌است.

مقیاس (۱:۴۰۰۰۰)
- ابعاد: مساحت: ۱۹٫۹۱۸۹۶ کیلومترمربع و محیط آن ۲۴٫۳۲۱۸۹۷ کیلومتر است.
- ارتفاع منطقه: حداقل ارتفاع: ۱۲۶۰ و حداکثر ارتفاع: ۲۱۸۰ متر می‌باشد.

مقیاس (۱:۴۰۰۰۰)
- میانگین شیب سطح حوضه: S=۰٫۱۷۲۲۳۰۵۴۸۸۵۹
- طول آبراه اصلی: ۹٫۰۰۹۸۳۳ کیلومتر
- زمان تمرکز:Tc= ۰٫۸۵۷۳۰۳۴۰۶۴۷ یعنی: ۵۱ دقیقه و ۲۶ ثانیه
- ضریب تراکم آبراهه‌ها:۱٫۴۲
- ضریب تراکم آبراهه اصلی: ۰٫۴۶
- محاسبه شکل حوضه:
- ضریب گراویلیوس: ضریب گراویلیوس اگر برابر یک باشد حوضه دایره کامل است. که در اینجا بزرگتر از یک است و نشانه کشیدگی حوضه است Kc=۱٫۵۳
- ضریب شکل هورتون:ضریب شکل هورتون اگر برابر یک باشد حوضه به شکل مربع یا مشابه آن می‌باشد. هرچه کوچکتر باشد حوضه کشیده تر است. Rf=۰٫۲۴
- ضریب گردواری:مقدار ضریب برای دایره یک است هرچه کوچکتر باشد حوضه کشیده تر است.Rc=۰٫۴۳
- نسبت انشعابات: نسبت انشعاب در حوضه‌های معمولی بین ۳ الی۵ متغیر است هرچه این نسبت کوچکتر باشد نشان دهنده آن است که جریان با نقطه اوج بالاتر ظاهر می‌شود.BR=۵٫۱۲
- تفسیر هیدرولوژی

1. رودخانه اصلی در تمام حوضه جهت شمالشرق به جنوبغرب و تا حدودی غرب را پیشرو گرفته‌است
2. شبکه زهکشی حوضه نا متقارن می‌باشد یعنی تعداد آبراهه‌های سمت چپ رودخانه اصلی از تعداد آبراهه‌های سمت راست آن بیشتر است. این عدم تقارن آبراهه‌ها احتمالاً به دلیل موقعیت قرارگیری حوضه است که دامنه‌های رو به غرب آن (سمت چپ حوضه) در جهت بادهای غربی باران آور قرار دارند.
3. وضعیت و تفسیر سیل خیزی منطقه حاکی از وضعیت آرام (خطر سیلاب تقریباً کم) می‌باشد. این برداشت با توجه به وضعیت شکل است. اما با نظر به تنگی دره سرعت تجمع به گونه ای سریع احساس می‌شود.
4. نیمرخ طولی آبراهه به صورت نسبتاً مقعر است و این نشان از تکامل یافتگی نسبی رودخانه اصلی دارد.
5. با توجه به نمودار آلتی متری نیز بیشترین مساحت حوضه در سطح ارتفاعی با مرکزیت ۲۱۰۰ متر قرار دارد.
6. نیمرخ آبراهه اصلی در تمامی سطوح ارتفاعی حوضه یکنواخت است.
7. باتوجه به اینکه نمودار هیپسومتری کلاسیک تقریباً یکنواخت است می‌توان گفت که مساحت به‌طور یکنواخت در ارتفاعات مختلف توزیع شده‌است و کوهستان با شیب ملایم به دیگر واحدهای توپوگرافی می‌پیوندد (حمید رحیمی، مطالعات ژئوهیدرولوژی هلول، ۱۳۹۱).

## رانش زمین
در بهمن ۱۴۰۱ اعلام شد که روستای هلول با پدیدهٔ رانش زمین مواجه شده‌است.